# 危险放课后
《危险放课后》（日语：あぶない放課後）是1999年4月12日至6月21日在日本朝日电视台播出的电视连续剧，由二宫和也、涉谷昴、加藤爱、水川麻美等主演，共十一集。平均收视率为8.1%。原作是二之宫知子的漫画《天才ファミリー・カンパニー》。

## 剧情梗概
夏木胜幸是一名成绩顶尖的优等高中生。他成长于单亲家庭，妈妈是一个事业女强人。胜幸在学校很受欢迎，是风云人物，但其实他性格内向，暗恋同班的女同学京子，却不知如何开口表白。一天，母亲突然告诉胜幸自己要再婚了，继父带着一个与胜幸同岁的少年很突然地住进了家里。胜幸还发现，这名性格与自己截然相反的少年，转学成为了自己的同班同学。与此同时，学校中出现了种种不可思议的案件，京子邀请头脑优秀的胜幸一同破案。

## 出演列表
- 二宫和也 饰 夏木胜幸
- 加藤爱 饰 水泽京子
- 涩谷昴 饰 田中春
- 高树沙耶 饰 夏木凉子
- 水川麻美 饰 石井风伽
- 高桥克实 饰 渡利进
- 山口森广 饰 前田不二子
- 中泽纯子 饰 直濑遥步
- 玉木宏 第七集客串 饰 速水わたる

## 制作人员
- 原作：二之宮知子
- 编剧：野依美幸
- 音乐：森田和幸、白石紗澄李
- 制作人：桑田潔、布施等
- 导演：杉山登、市野龍一、六車俊治
- 制作：朝日电视台、THE WORKS

## 主题曲
- V6组合，《Believe Your Smile》

## 播映
- 日本：朝日电视台（首播），1999年4月12日至6月21日每周一晚上八点（20:00）播出。
- 台湾：卫视中文台，2000年7月18日起，每周一至周五晚上八点（20:00）播出。

### 各集信息
| 集数                                        | 播出日期      | 每集标题 | 导演     | 收视率 |
| ------------------------------------------- | ------------- | -------- | -------- | ------ |
| 1                                           | 1999年4月12日 |          | 杉山登   | 8.6%   |
| 2                                           | 1999年4月19日 |          | 杉山登   | 9.1%   |
| 3                                           | 1999年4月26日 |          | 市野龍一 | 7.5%   |
| 4                                           | 1999年5月3日  |          | 六車俊治 | 7.5%   |
| 5                                           | 1999年5月10日 |          | 杉山登   | 7.9%   |
| 6                                           | 1999年5月17日 |          | 市野龍一 | 6.8%   |
| 7                                           | 1999年5月24日 |          | 六車俊治 | 8.5%   |
| 8                                           | 1998年5月31日 |          | 市野龍一 | 8.9%   |
| 9                                           | 1999年6月7日  |          | 杉山登   | 7.3%   |
| 10                                          | 1999年6月14日 |          | 六車俊治 | 7.9%   |
| 大结局                                      | 1999年6月21日 |          | 杉山登   | 8.5%   |
| 平均收视率 8.1%（收视率调查为关东地区结果） |               |          |          |        |